# Tim Parker
Tim Parker est un joueur international américain de soccer né le 23 février 1993 à Hicksville dans l'État de New York. Il joue au poste de défenseur au Revolution de la Nouvelle-Angleterre en MLS.

## Biographie

### En club
Tim Parker est repêché en trezième position lors de la MLS Supplemental Draft 2015 par les Whitecaps de Vancouver.
Le 11 novembre 2022, la franchise d'expansion en Major League Soccer pour 2023, St. Louis City, obtient Tim Parker en échange de 500 000 dollars en argent d'allocation du Dynamo de Houston. En février 2023, son nouveau club annonce qu'il sera le vice-capitaine de l'équipe, au côté de Roman Bürki. Le 25 février 2023, il fait ses débuts avec ce club contre l'Austin FC. C'est également la première victoire en MLS de l'histoire du club,. Saint-Louis est seulement la deuxième franchise de l’histoire de la ligue à remporter ses trois premiers matchs, rejoignant les Sounders de Seattle.
Il quitte le club de St. Louis City en août 2024 à la suite d'un échange entre lui et Henry Kessler par son club avec le Revolution de la Nouvelle-Angleterre.
Il rejoint le Revolution de la Nouvelle-Angleterre en août 2024.

## Palmarès
Whitecaps de Vancouver
- Vainqueur du Championnat canadien en 2015